# تاریخچه حقوق بشر
تاریخچه حقوق بشر (انگلیسی: History of human rights)، در حالی که تقدس زندگی بشر در اغلب مذاهب دنیا پیشینه‌ای قوی دارد، ایده حقوق بشر مدرن در دوران رومانتیسم اومانیسم در دوران مدرن نخستین آغاز شد. در جنگ‌های مذهبی اروپا و جنگ‌های داخلی قرن هفدهم در انگلستان فلسفه لیبرالیسم رشد کرد و اعتقاد به حقوق بشر ایده مرکزی فرهنگ روشنفکری عصر روشنگری در قرن هجدهم شد. این عقاید حقوق بشر پایه‌های انقلاب فرانسه و انقلاب آمریکا شد که در اواخر همان قرن به وقوع پیوستند. تکامل دمکراتیک در قرن نوزدهم راه را برای ظهور اعلامیه جهانی حقوق بشر باز کرد.
دوران بعد از جنگ شاهد جنبش‌های حقوق بشر از گروه‌های با علائق خاص همچون فمینیسم و جنبش حقوق مدنی سیاهپوستان آمریکا (۶۸–۱۹۵۵) شد. همراه با حقوق کارگران در غرب حقوق بشر در اعضای بلوک شرق در سال‌های ۱۹۷۰ ظهور کرد. فعالیت‌های اجتماعی و شعارهای سیاسی در میان بسیاری از ملل جنبش‌ها را شکل داد و – تا قرن بیست و یکم – آن را در لیست اولویت‌های جهان قرار داد. موین استدلال می‌کند که جنبش‌های حقوق بشر از ضد توتالیتاریانیسم (تمامیت‌خواهی) اولیه فراتر رفت و خواستهای متعددی همچون اومانیتاریسم و تحولات سیاسی و اجتماعی در جهان در حال رشد را دربر گرفت.

## دوران باستان و پیش از مدرن
برخی از مفاهیم عدالت در قانون و مذهب باستان به‌طور پیش فرض تحت نام «حقوق بشر» آمده‌اند. در حالیکه فلاسفه عصر روشنگری معتقد به یک تعامل سکولاریته بین حاکم و محکوم هستند. سنت‌های باستان نیز نتایج مشابهی را از ایده‌های قانون الهی و فلسفه هلنیستی و قانون طبیعی به دست می‌دهند. ساموئل موین می‌گوید که مفهوم حقوق بشر با حس مدرن شهروندی در هم آمیخته‌است که تا چند صد سال پیش ظاهر نشد.
با این وجود در دوران باستان و پیش مدرن نمونه‌هایی در این رابطه یافت می‌شود، گر چه آدمیان باستان درک مدرن امروزی را از حقوق بشر جهانی نداشتند.

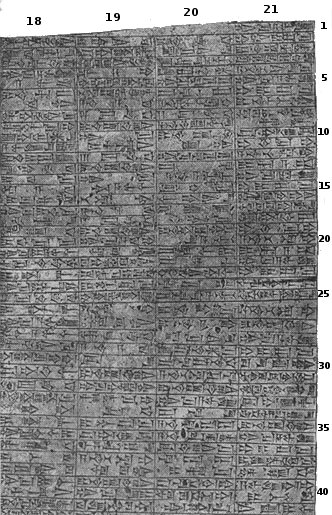
کتیبه‌ای از قانون حمورابی

### خاور نزدیک باستان
اصلاحات اوروکاگینا پادشاه سومری لاگاش، قدیمترین کد حقوقی شناخته شده (۲۳۵۰ پیش از میلاد) بوده و اغلب به عنوان یک نمونه قدیمی رفرم شناخته می‌شود. پرفسور نورمن یوفی نوشته‌است که بعد از ایگور میخایلوویچ دیاکونوف اغلب مترجمین بر این باورند که اوروکاگینا خودش که از خاندان حاکم لاگاش نبود اصلاً یک رفورمر نبود و در واقع در تلاش برای جلوگیری از یک قدرت سکولار به قیمت امتیاز ویژه معبد، او، اگر بخواهیم یک کلمه مدرن را استفاده کنیم، یک مرتجع بود.(تعارض ویرایشی) نویسنده مرلین فرنچ نوشته‌است کشف مجازات زنا برای زنان و نه برای مردان، اولین مدرک کتبی در تنزل مقام زن است. قدیم‌ترین نسخه باقی‌مانده از سومریان نوین (سلسله سوم اور) (۲۰۵۰ پیش از میلاد) بود. دسته‌بندی‌های بیشتر قانون که در میان‌رودان نیز شامل قانون حمورابی (۱۷۸۰ پیش از میلاد) صادر شد، یکی از مشهورترین نمونه‌ها از این نوع اسناد است. این نمونه ضوابط، و تنبیهات در صورت نقض آن ضوابط در موضوعات مختف را نشان می‌دهد که شامل حقوق زنان، جنبش حقوق مردان، حقوق کودکان و برده‌داری است.

### آفریقا
تمدن شاخ آفریقا شمال شرق مصر باستان حقوق بشر پایه را حمایت می‌کرد. برای مثال فرعون (۷۲۰ – ۷۲۵ پیش از میلاد) حقوق فردی را ارتقاء داد، زندان برای قرض داشتن را موقوف کرد و قوانین مربوط به انتقال مالکیت را اصلاح کرد.

## روزگار باستان

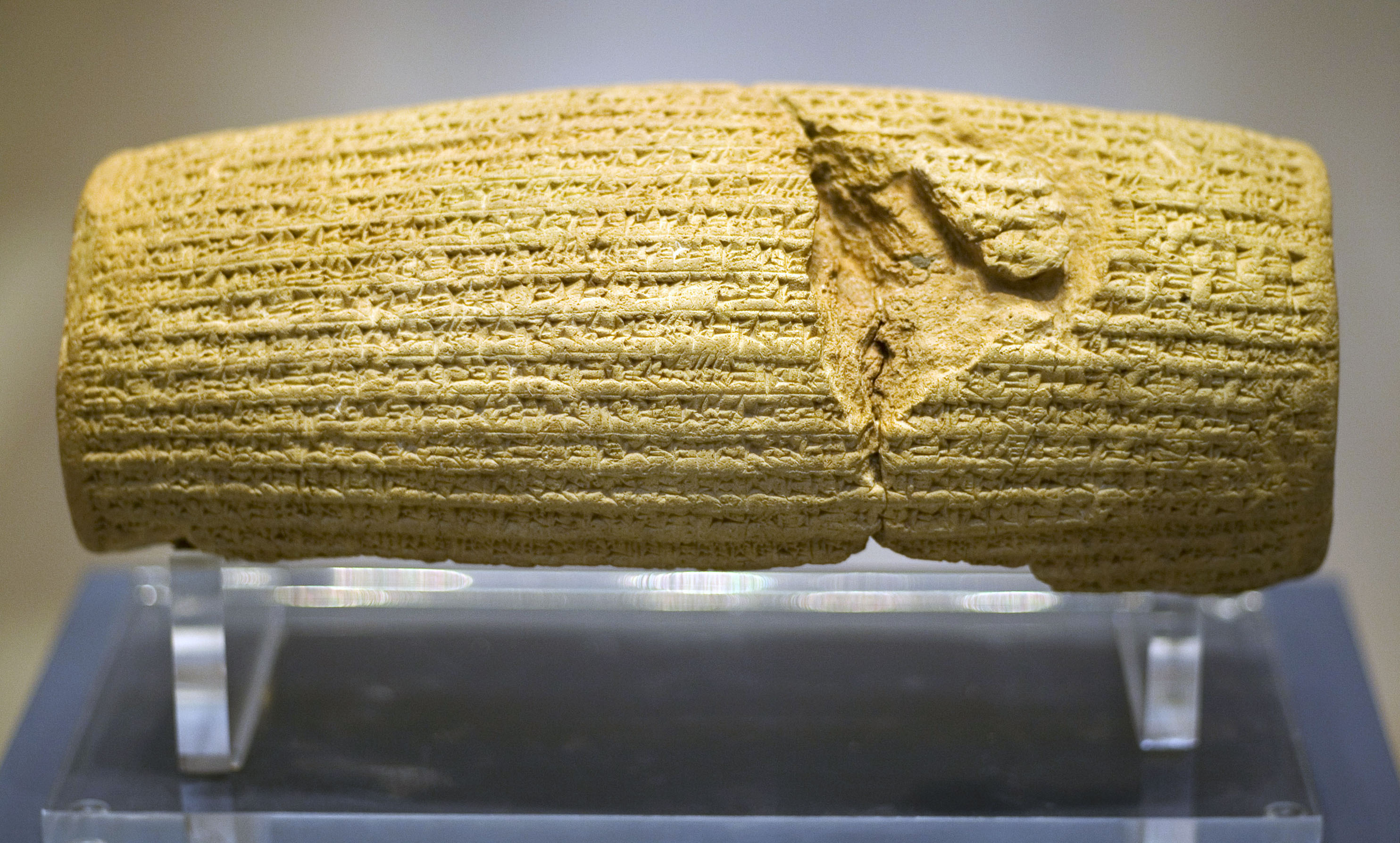
استوانه کوروش، باقیمانده از کوروش بزرگ بنیانگذار دودمان هخامنشی ایران

دانشمندان باستان‌شناس و تاریخ‌نگاران معتقدند که شاهنشاهی هخامنشی در ایران باستان در قرن ششم پیش از میلاد تحت فرمان کوروش بزرگ یکی از شکوهمندترین و بزرگ‌ترین قلمروی پادشاهی جهان باستان بوده‌است. بعد از پیروزی او در بابل در سال ۵۳۹ پیش از میلاد، کوروش بزرگ دستور به نوشتن استوانه داد. این استوانه در سال ۱۸۷۹ توسط باستان‌شناس بریتانیایی-عراقی هرمزد رسام کشف شد که امروز آن را اولین سند حقوق بشر می‌دانند. بعضی از مفسران این استوانه را به فرامین کوروش که در کتب تواریخ. کتاب نحمیا و کتاب عزرا ثبت شده ربط می‌دهند که نوشته‌اند کوروش به اسرای یهودی در بابل اجازه داد به وطنشان بازگردند.
در مقابل این نقطه نظر، بعضی از تاریخ‌نگاران ایده استوانه به عنوان منشور حقوق بشر را رد کرده و آن را تبلیغات سیاسی توسط حکومت پهلوی دانسته‌اند که تا کنون یک سند معتبری برای ادعاهای خود ارائه نداده‌اند. تاریخ‌نویس آلمانی یوزف ویزه‌هوفر استدلال می‌کند که تصویر «کوروش به عنوان قهرمان حقوق بشر … فقط شبحی از شاه انسان و روشنگر ایران است». در حالیکه تاریخ‌نویس التون دانیل چنین تفسیری را آناکرونیسم و گرایش‌های آن می‌داند. منشور حقوق بشر کوروش زنده‌ترین سند حقانیت او می‌باشد که اصالت و قدمت آن توسط دانشمندان باستان‌شناس تأیید شده‌است و مخالفین کوروش تا کنون با هیچ منطق و سندی نتوانسته‌اند ادعای خود مبنی بر جعلی بودن آن را اثبات کنند. این استوانه اکنون در موزه بریتانیا نگهداری می‌شود و بدلی از آن نیز در مقر سازمان ملل متحد است.
بسیاری از متفکران به موضوع شهروندی اشاره دارند که از شهر پولیس یونان باستان شروع شده که همه شهروندان آزاد حق صحبت کردن و رأی دادن در مجمع سیاسی داشتند
قانون دوازده لوحه در اصول «پریولجیا نه ایروگانتو» تدوین شده‌اند که تلویحاً این معنی را می‌دهد که «امتیازات نباید تحمیلی بر دیگران باشد».
یک بیانیه بردباری مذهبی بر مبنای مساوات‌خواهی در فرامین آشوکا هست که بر اهمیت بردباری در برنامه عمومی دولت تأکید می‌کند. کشتار یا حبس اسیر جنگی توسط آشوکا محکوم می‌شود. بعضی منابع مدعی هستند که حتی برده‌داری هم در هند باستان وجود نداشته‌است. دیگران اما می‌گویند که برده‌داری در هند باستان وجود داشته‌است و در سانسکریت قوانین مَنوسْمْرتی در قرن یک پیش از میلاد آمده‌است.
در روم باستان Ius حق شهروند بود که به سادگی بخاطر شهروندیش برقرار می‌شد. مفهوم رومی Ius از usis گرفته شده‌است پیشروی به یک حق که در سنت اروپای غربی نهان است. کلمه عدالت jusice

## خلافت اسلامی اولیه
تاریخ نگاران عموماً متفق القولند که محمد بر علیه شرارت‌های اجتماعی زمان خودش تبلیغ می‌کرد و اینکه رفرم‌های اجتماعی اسلامی در زمینه‌هایی همچون تأمین اجتماعی، ساختار خانواده، بردگی، حقوق زنان، و حقوق قومیت‌ها. در جهت ارتقاء وضعیتی بود که در مردم عرب آن زمان وجود داشت. برای مثال بنا بر قول برنارد لوئیس، اسلام از اولین روزهایش نخبه سالاری را محکوم و سلسله مراتب را رد کرد، و فرمولی از سوابق شغلی را اتخاذ کرد که فضای باز برای استعدادات فراهم باشد. جان اسپوزیتو محمد را یک رفورمر می‌داند که اعمال اعراب بت‌پرست از جمله کشتن کودک مؤنث و بهره‌کشی از فقرا، ربا خواری، قتل عمد، قراردادهای کاذب و دزدی را محکوم کرد. برنارد لویس معتقد است که ماهیت مساوات‌گری اسلام پیشروی قابل توجهی بر عملکرد هم جهان یونانی رومی و هم ایران باستان نشان می‌دهد. محمد همچنین قوانین عربی و موسایی و عادات زمانه را در آیات الهی خود گنجاند.
میثاق مدینه، که همچنین به عنوان منشور مدینه شناخته شده‌است توسط محمد ایجاد شد. این منشور در بر گیرنده قرارداد رسمی بین محمد و قبایل وخانواده‌های خاصی در یثرب (بعدها مدینه نام گرفت) شامل اقوام مسلمان، یهودی و بت پرستان بود. بود. این سند تلویحاً با خواست به پایان رساندن جنگ‌های تلخ بین قبیله ای بین طوایف اوس و خزرج در داخل مدینه بود. به این سبب او تعدادی حقوق و مسئولیت‌هایی برای جوامع مسلمان، یهودی، و پاگانیسم مدینه ایجاد کرد که آنان را تحت یک جامعه واحد – امت – آورد.
اگر زندانیان در بازداشت یک نفر قرار داشتند، آنگاه مسولیت به عهده آن فرد بود. لوئیس می‌گوید اسلام دو تغییر عمده در برده داری باستان ایجاد کرد که عواقب ان دور از دسترس بود.«یکی از اینها پیش قرض آرادی و دیگری ممانعت از برده گرفتن فرد آزاد، مگر در شرایط خاص تعریف شده» بود. لوئیس ادامه می‌دهد: وضعیت برده عربی «به‌طور فوق‌العاده ای بهبود یافت». برده عربی دیگر یک فرد صرفاً بی‌پناه نیست بلکه فردی با مذهب خودش و بنابراین با پایگاه اجتماعی خودش و با بعضی حقوق نیمه قانونی بود.
جان اسپوزیتو مطرح می‌کند که اصلاحات در حقوق زنان روی ازدواج، طلاق و ارث تأثیر گذاشت. در کشورهای دیگر، شامل غرب، زنان تا قرن‌ها بعد چنین موقعیتی نداشتند. دیکشنری اسلام آکسفورد می‌گوید ارتقاء عمومی موقعیت زنان عرب از جمله شامل ممنوعیت قتل کودکان مؤنث و به رسمیت شناختن شخصیت زنان می‌شد. جهیزیه قبل از این قیمت عروس بود که به پدرش پرداخت می‌شد تبدیل به هدیه نکاح شد که زن به عنوان دارایی خودش نگه می‌داشت. تحت قوانین اسلام ازدواج دیگر به عنوان یک موقعیت نگریسته نمی‌شد بلکه «قراردادی» بود که در ان رضایت زن الزامی بود.
در یک جامعه پدر سالاری به زنان حقی از ارث داده می‌شود که قبلاً به خویشاوندان مذکر داده نمی‌شد. آنه ماری شیمل می‌گوید «در قیاس با وضعیت زنان در قبل از اسلام، قوانین اسلام یک پیشرفت بزرگ بود. زن حد اقل بر اساس‌نامه قانون حق دارد ثروتی را که با خود به خانواده آورده یا با کار خودش بدست آورده نگه دارد.»ویلیام مونتگومری وات می‌گوید محمد را در زمینه تاریخی زمان خودش می‌توان به عنوان یک شخصیت طرفدار حقوق زنان دید و موارد قابل توجهی بهبود یافته‌است. وات توضیح می‌دهد «در بدو اسلام وضعیت زنان وحشتناک بود. آنان حق تصاحب مال نداشتند، خودشان جزء اموال مرد حساب می‌شدند، واگر مرد می‌مرد همه چیز به پسرش می‌رسید». با ایجاد حقوق مالکیت اموال، ارث، آموزش و طلاق محمد به زنان امنیت خاصی را ارائه داد.
حداد و اسپوزیتو می‌گویند «محمد در زمینه زندگی خانواده، ازدواج، آموزش و فعالیت‌های اقتصادی به زنان حقوق و امتیازاتی داد، حقوقی که به ارتقاء موقعیت زنان در جامعه کمک می‌کند». با این وجود برخی نویسندگان دیگر جدل می‌کنند که زنان قبل از اسلام آزاد تر بودند که به اولین ازدواج محمد و همچنین والدینش و به موارد دیگر ازجمله پرستش بت‌های مؤنث در مکه اشاره می‌کنند.
جامعه‌شناس رابرت بلاه (فراتر از عقیده) استدلال می‌کند که اسلام در مبداش در قرن هفتم از نظر زمانی و مکانی «بخاطر تعهد بالا، درگیر شدن و مشارکت بالاترین سطوح جامعه» واقعاً مدرن بود.آنطور که او استدلال می‌کند این به این دلیل است که اسلام روی برابری تمام مسلمانان تأکید داشت، و اینکه مناصب رهبری در دسترس همه بود. دیل ایکلمن می‌نویسد که بلاه معتقد بود «جامعه اولیه اسلام بر عکس مسئولیت جمعی یا گروهی ارزش خاصی به افراد می‌داد».
قوانین اولیه اسلام در مورد برخورد نظامی و تنظیم با اسرای جنگی در زمان خلفای اولیه به عنوان پیشگام قوانین انسان شناسانه بین‌الملل شناخته شده‌است. شرایطی که زندانیان جنگی باید از ان بهره‌مند شوند مانند داشتن پناهگاه، غذا و لباس، احترام به فرهنگ آنان، و جلوگیری از اقدامات سوء همچون تجاوز انتقامجویی، بسیاری از این اصول تا زمان مدرن در قوانین بین‌الملل غرب نبود.
قوانین اسلامی زیر نظر خلفای اولیه محدودیت‌های انسانی را بنا نهاد که در زمینه‌های نظامی شامل پایین آوردن خشونت، عدم چدا سازی افراد خانواده، جلوگیری ازتخریب‌های غیر ضروری، همچنین مرافبت‌های ویژه برای بیماران و مجروحین بود.

## قرون وسطی

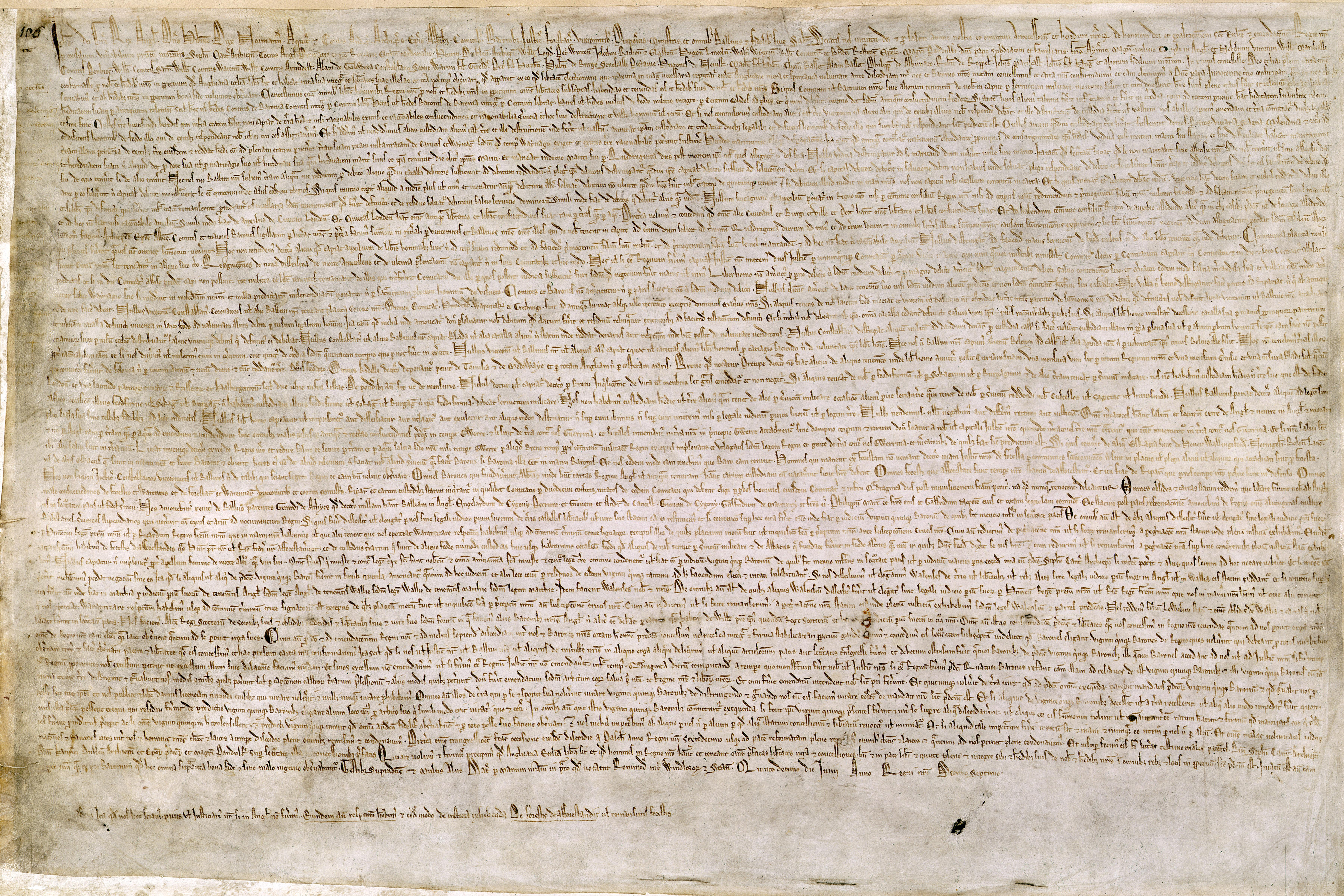
منشور کبیر در سال ۱۲۱۵ نوشته شد

منشور کبیر یک منشور انگلیسی است که در اصل در ۱۲۱۵صادر شده که بر توسعه کامن لا و بعدها اسناد قانونی از جمله قانون اساسی ایالات متحده آمریکا و اعلامیه حقوق ۱۶۸۹ تأثیر گذاشت.
منشور کبیر درابتدا به دلیل عدم توافق‌هایی که بین پاپ اینوسنت سوم، جان، پادشاه انگلستان
و بارون‌های انگلیسی در مورد حقوق پادشاه وجود داشت نوشته شد. منشور کبیر پادشاه را مجبور می‌ساخت بعضی حقوق را انکار کند و بعضی پروسه‌های حقوقی را احترام بگذارد و بپذیرد که خواست او می‌تواند توسط قانون محدودشود. این منشور به‌طور ضمنی بعضی حقوق خاصی از عناوین پادشاه – چه آزاد باشد یا اسیر- را مورد حمایت قرار می‌داد که از همه مهم‌تر قرار احضار زندانی که حق استیناف علیه حبس غیرقانونی بود
برای دوران جدید، ماندگارترین میراث منشور کبیر را حق قرار احضار زندانی می‌دانند. این حق از بندهای ۵۶، ۳۸، ۳۹ و ۴۰از ۱۲۱ منشور کبیر می‌دانند. منشور کبیر همچنین شامل رویه عادلانه است:
«هیچ فرد آزادی را نباید زندانی کرد یا اموالش تخریب شود، یا ازادی‌هایش را، یا عادات آزادش را یا خارج از قانون کرد یا تبعید کرد یا هر گونه علاقاتش ویران شود، و ما او را نخواهیم گذاشت، و او را محکوم نخواهیم کرد، مگر بنابر قضاوت قانونی همسالان او، یا با قانون زمین، ما هیچ فردی را انکار یا متوقف، و حق یا عدالت را از هیچ‌کس سلب نخواهیم کرد.»

## بنیادهای حقوق بشر مدرن

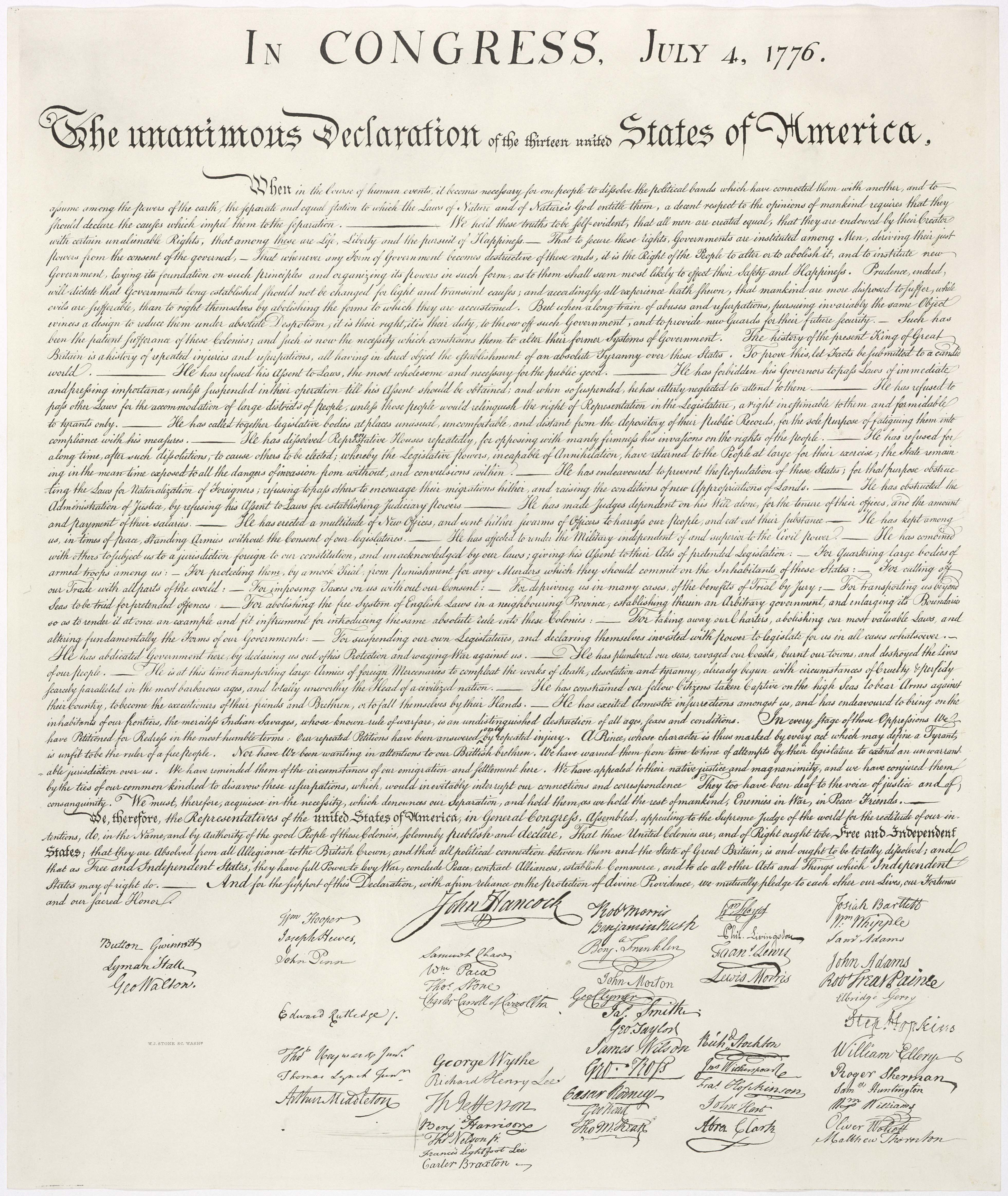
بیانیه استقلال آمریکا که توسط کنگره قاره ای در ۴ ژوئیه ۱۷۷۶ تصویب شد

### عصر کاوش، دوران مدرن ابتدایی و عصر روشنگری
فتح آمریکا درقرن‌های ۱۵ و ۱۶ توسط اسپانیا در عصر کاوش باعث یک سری مباحثات شدید در مورد حقوق بشر در آمریکای مستعمره اسپانیا شد. این به انتشار قوانین بارگوس توسط فرناندوی دوم، پادشاه آراگون به نمایندگی دخترش خوآنای یکم، ملکه کاستیا شد. فری انتونیو د مونتسینوس یک راهب فرقه دومینیکن در جزیره هیسپانیولا خطبه ۲۱ دسامبر ۱۵۱۱ در حضور بارتلمه د لاس کاساس انجام می‌داد. گفته می‌شود که اخباری که از دومینیکن هیسپانیولا می‌رسید پادشاه اسپانیا را به اقدام برانگیخت. ان خطبه که به خطبه کریسمس معروف است راه را برای مباحثات بیشتری از ۵۱–۱۵۵۰ بین لاس کاساس و خوان گینیاس د سپولودا در وایادولید باز کرد که از جمله شامل مقررات قوانین باروگوس کودکان کار، حقوق زنان، دستمزد، مسکن مناسب و استراحت/ تعطیلات بود.
فلاسفه متعددی از قرن هفده و هجدهم. مهم‌تر از همه جان لاک، موضوع حق طبیعی به این معنا که مردم طبیعتاً آزاد و مساوی هستند را باز کردند. لاک معتقد بود که حقوق طبیعی از الهیات ناشی می‌شود زیرا انسانها آفریده خداوندند، با این وجود عقایدش درتوسعه ایده مدرن حقوق مؤثر بود. حقوق طبیعی لاکی مبتنی بر شهروندی یا قانون دولت نبود، ویا لزوماً محدود به به قوم، فرهنگ یا مذهب خاصی نبود. در همان زمان اعلامیه حقوق ۱۶۸۹ انگلیس به وجود آمد که بعضی حقوق بشر پایه را به ثبت رساند، که مشهورترین آن‌ها آزادی از تنبیه بیرحمانه و غیرمعمول بود.
در دهه ۱۷۰۰داستان‌های رمان مورد علاقه عموم قرار گرفت رمان‌ها ی پر هواداری مثل هلوئیز جدید
نوشته ژان ژاک روسو و
پاملا یا پاداش پاکدامنی نوشته ساموئل ریچاردسون خوانندگان را نسبت به غیر خود یا خودشان همدرد می‌ساخت و پایه‌هایی را برای پذیرش حقوق بشر بنا نهاد.
در قرن هجدهم دو انقلاب عمده یکی در ایالات متحده (۱۷۷۶) و یکی در فرانسه (۱۷۸۹) بوقوع پیوست. اعلامیه حقوق ویرجینیا در ۱۷۷۶برخی حقوق و آزادی‌های پایه ای را آورد. دیگری اعلامیهٔ استقلال ایالات متحدهٔ آمریکا شامل موارد حقوق طبیعی و ان جملات معروف است که «همه افراد مساوی خلق شده‌اند خالق شان خود به آنها نعمت داشتن بعضی حقوق غیرقابل فروش ارزانی نموده که از جمله حق زندگی کردن آزادی و بدنبال خوشبختی بودن است. به همین ترتیب اعلامیه حقوق بشر و شهروند در فرانسه یک سری از حقوق فزدی و جمعی مردم را تعریف می‌کند. این‌ها استاد جهانی هستند که نه تنها به شهروندان فرانسه بلکه مربوط به تمامی مردم بدون استثنا می‌باشد.

## قرن نوزدهم تا جنگ جهانی اول

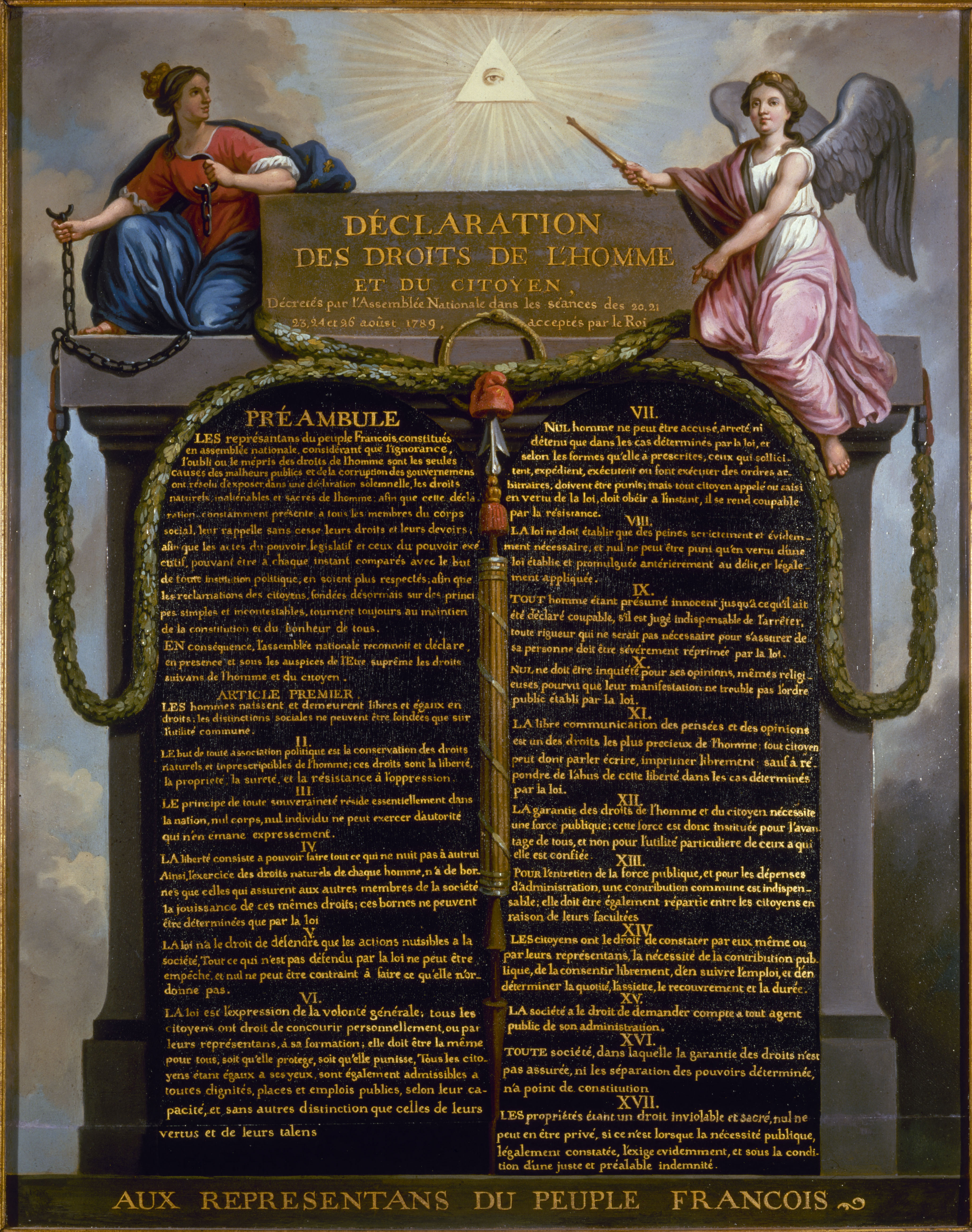
تصویب بیانیه حقوق بشر توسط مجمع ملی فرانسه ۲۶ اوت ۱۷۸۹

فلاسفه همچون توماس پین، جان استوارت میل و هگل قرن‌های ۱۸ و۱۹ روی موضوع تمدن جهانی را گسترش دادند.
در سال ۱۸۳۱ ویلیام لیولد گریسون در روزنامه ای به نام لیبریتور نوشت که او تلاش می‌کرد خوانندگانش را در زمره بالای حقوق بشر نام‌نویسی کند. بدین ترتیب عنوان حقوق بشر احتمالاً درآن زمانها بین حقوق قرد پین و انتشارات گاریسون وارد استفاده شد. در سال ۱۸۴۱۹ یک فرد معاصر، هنری دیوید ثورو، دررساله اش در مورد نافرمانی‌های مدنی دربارهٔ حقوق بشر نوشت که نوشته اش بعدها روی متفکرین حقوق بشر و حقوق مدنی تأثیر گذاشت. دیوید دیویس، قاضی دادگاه عالی ایالات متحده در سال ۱۸۶۷ در نظرش راجع به میلیگان نوشت: «با حمایت از قانون، حقوق بشر تضمین می‌شود، آن حمایت را بردار و آن حقوق در رحمت حاکمان شریر یا درهای و هوی مردم هیجان زده قرار می‌گیرد.»
بعضی از گروه‌ها و جنبش‌های قرن بیستم توانسته‌اند بنام همان حقوق بشر تغییرات اجتماعی قوی به وجود بیاورند. اتحادیه‌های کارگری در اروپای غربی و آمریکای شمالی قوانینی آوردند که به کارگران حق اعتصاب، ایجاد شرایط حداقل کار و ممنوعیت یا تنظیم کودکان کار دادند. جنبش‌های حقوق زنان توانستند حق رأی را برای بسیاری ار زنان بدست آورند. جنبش‌های ملی‌گرا در بسیاری از کشورها توانستند قدرت‌های استعمارگر
را بیرون برانند. جنبش ماهاتما گاندی برای آزاد ساختن ملیت هندی از حکمرانی بریتانیایی یکی از تأثیرگذارترین این جنبش‌ها بود. جنبش‌های اقلیت‌های قومی و مذهبی که درقسمت‌های مختلف جهان سالیان دراز تحت سرکوب بودند، به موفقیت رسیدند، که ازجمله آنان جنبش حقوق مدنی سیاهپوستان آمریکا (۱۹۵۵–۶۸) و از همه جدیدتر جنبش‌های سیاست‌های هویتی از سوی زنان و اقلیتها در ایالات متحده بود.
تأسیس کمیته بین‌المللی صلیب سرخ، قانون لایبر سال ۱۸۶۴، و کنوانسیون اول ژنو در ۱۸۶۴ پایه و اساس حقوق بین‌الملل بشر دوستانه را ریختند که بعد از دو جنگ جهانی گسترش یافت.

## بین جنگ جهانی اول و جنگ جهانی دوم
جامعه ملل در سال ۱۹۱۹ بعد از اتمام جنگ جهانی اول و در پیمان ورسای تأسیس شد. اهداف پیمان عبادت بودند از: خلع سلاح، ممانعت از جنگ به وسیلهٔ انیت جمعی، حل اختلافات بین کشورها توسط مذاکره، دیپلماسی و ارتقاء رفاه جهانی. در این منشور فرمانی برای پیش بردن بسیاری از حقوق به تأیید رسیده بود که بعدها دراعلامیه جهانی حقوق بشر گنجانده شد. این پیمان وظایفی از جمله حمایت از بسیاری از کشورهای تحت سلطه کشورهای استعمارگر اروپای غربی در گذار آن‌ها از مستعمره به مستقل را داشت.
سازمان بین‌المللی کار که ابتدا به عنوان نمایندگی جامعه ملل تأسیس شد والان قسمتی از سازمان ملل است مأموریت پیشبرد و حفاظت از بعضی حقوق را داشت که بعداً در اعلامیه جهانی حقوق بشر آمد.

## بعد از جنگ جهانی دوم

### حقوق در جنگ و کنوانسیون‌های ژنو

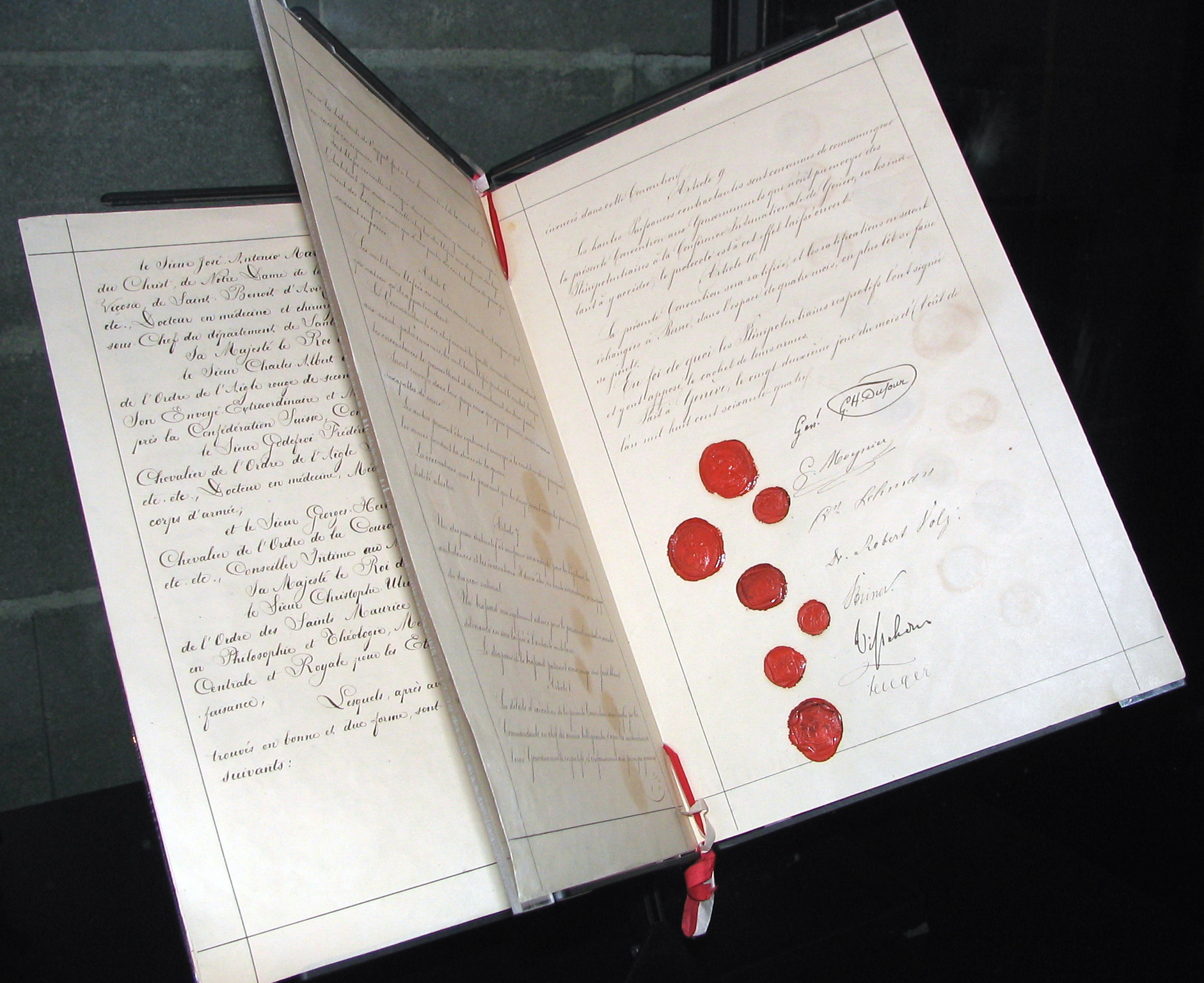
اصل کنوانسیون ژنو ۱۸۶۴

ارتقاء کنوانسیون ژنو از ۱۸۶۴ تا ۱۹۴۹

کنوانسیون‌های ژنو بین سال‌های ۱۸۶۴ و ۱۹۴۹در نتیجه تلاش‌های آنری دونان مؤسس کمیته بین‌المللی صلیب سرخ به وجود آمد. این کنوانسیون‌ها حافظ حقوق بشر افرادی شد که در درگیری‌ها بودندو و آنگاه با کنوانسیون‌های ۱۸۹۹ و۱۹۰۷ لاهه اولین تلاش جامعه جهانی در دفاع از قوانین جنگ دنبال شدند. با وجود اینکه قبل از جنگ جهانی دوم طراحی شده بودند اما در نتیجه جنگ جهانی دوم این کنوانسیون‌ها بازنگری شدند و در سال ۱۶۴۹ توسط جامعه جهانی پذیرفته شدند.

## این کنوانسیون‌ها از این قرارند
کنوانسیون ژنو برای بهبودی وضعیت مجروحین و بیماران در صحنه در سال ۱۸۶۴ برگزیده شد. این کنوانسیون به‌طور زیادی مورد بازبینی قرار گرفت وانگاه با نسخه ۱۹۰۶، و بعداً با کنوانسیون اول ژنو ۱۹۴۹ جایگزین شد.
کنوانسیون ژنو برای بهبودی وضعیت مجروحین، بیماران، و افراد کشتی‌های صدمه دیده در نیروهای مسلح در دریا در سال ۱۹۰۶ برگزیده شد. این کنوانسیون به‌طور زیادی بازبینی شد و با کنوانسیون دوم ژنو ۱۹۴۹ جایگزین شد.
کنوانسیون ژنو مربوط به معالجه زندانیان جنگی در سال ۱۹۲۹ برگزیده شد. این کنوانسیون به‌طور زیادی بازبینی شد و با کنوانسیون سوم ژنو ۱۹۴۹ جایگزین شد.
کنوانسیون چهارم ژنو مربوط به حفاظت از افراد غیرنظامی در زمان جنگ در سال ۱۹۴۹ برگزیده شد.
علاوه بر این‌ها سه پروتوکل اصلاحی به کنوانسیون‌های ژنو وجود دارد:
- پروتوکل ۱ (۱۹۷۷)، پروتوکل الحاقی بر کنوانسیون‌های ژنو ۱۲ اوت ۱۹۴۹ و دربارهٔ حفاظت از قربانیان درگیری‌های مسلحانه بین‌المللی
- پروتوکل ۲(۱۹۷۷)، پروتوکل الحاقی برکنوانسیون‌های ژنو در ۱۲ اوت ۱۹۴۹ و دربارهٔ حفاظت از قربانیان در کیری‌های مسلحانه غیر بین‌المللی
- پروتوکل ۳ (۲۰۰۵)، پروتوکل الحاقی برکنوانسیون‌های ژنو در ۱۲ اوت ۱۹۴۹ و دربارهٔ پذیرش یک نشان برجسته دیگر.

بر اساس بازنگری‌های گذشته و بخشا هم بر طبق بعضی از کنوانسیون‌های ۱۹۰۷ لاهه هر چهار کنوانسیون برای آخرین بار بازنگری و تصویب شدند. بعداً کنفرانس‌هایی الزاماتی را اضافه کردند که شیوه‌های خاصی از جنگ را ممنوع می‌سازد و به موارد جنگ داخلی می‌پردازد. تقریباً تمامی ۲۰۰ کشور جهان پای این کنوانسیون‌ها را امضاء کرده و آن‌ها را تصویب کرده‌اند. کمیته جهانی صلیب سرخ نهاد کنترل‌کننده کنوانسیون‌های ژنو است.

## اعلامیه جهانی حقوق بشر

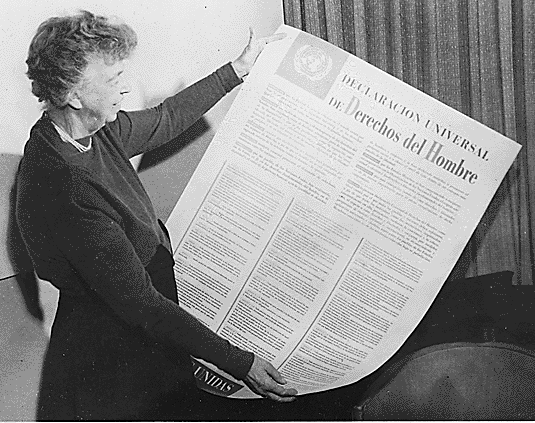
النور روزولت همراه با نسخه اسپانیایی اعلامیه جهانی حقوق بشر

اعلامیه جهانی حقوق بشر یک لایحه غیر الزام اور است که توسط مجمع عمومی سازمان ملل متحد در سال ۱۹۴۸، بخشا در پاسخ به وحشیگری جنگ جهانی دوم تصویب شد. این لایحه اعضای سازمان ملل را به ارتقای یک سری از حقوق انسانی، مدنی، اقتصادی و اجتماعی ترغیب می‌کند با این ادعا که این حقوق بخشی از «بنیاد آزادی، عدالت و صلح در جهان» است.

## صلح بر روی زمین
در سال ۱۹۶۳، دو سال پس از خاتمه ساخت دیوار برلین و فقط دو ماه بعد از بحران موشکی کوبا، پاپ ژان بیست‌وسوم اطلاعیه ای تحت عنوان Pacem in terris به معنای صلح بر روی زمین صادر کرد.
Pacem in terris بسیار تأثیر کذار بود و دو سال بعد در همین رابطه کنفرانسی در سازمان ملل برگزار شد و همچنین در بسیاری از اموزش‌های شورای دوم واتیکان جای گرفت.